# Preedi (rzeka)
Preedi jõgi (est. Preedi jõgi) – rzeka w środkowej Estonii. Rzeka ma źródła na wschód miejscowości Varangu, gmina Väike-Maarja. Wpada do rzeki Põltsamaa na południe od miejscowości Rõhu, gmina Koeru. Ma długość 26,4 km i powierzchnię dorzecza 291,5 km².